# خوان لوغان
خوان لوغان (بالإنجليزية: Juan Logan)‏ هو نحات أمريكي، ولد في 16 أغسطس 1946 في ناشفيل في الولايات المتحدة.